# Madaraš
Madaraš (mađ. Madaras) je selo u jugoistočnoj Mađarskoj.
Zauzima površinu od 49,30 km četvornih.

## Zemljopisni položaj
Nalazi se na 46° 3' 18" sjeverne zemljopisne širine i 19° 16' istočne zemljopisne dužine, u regiji Južni Alföld, na 113 metara nadmorske visine, 10 km jugozapadno od Aljmaša i 6 km sjeveroistočno od Kaćmara.

## Povijest
16. kolovoza 1502. je Ivaniš Korvin, ban Hrvatske, Slavonije i Dalmacije, pred zagrebačkim Kaptolom Mirku Tereku (Imre Török) iz Enjinga dao u zalog utvrdu (castrum) Zabathku (Suboticu) i istoimeni grad (oppidum). Iznos zaloga bio je 10 tisuća forinta. Osim utvrde i grada Zabathke, u zalog mu je dao trgovišta Madaraš, Tavankut, Verušić i Šebešić.

## Upravna organizacija
Upravno pripada aljmaškoj mikroregiji u Bačko-kiškunskoj županiji. Poštanski broj je 6456.
U Madarašu djeluje jedinica romske manjinske samouprave. 

## Stanovništvo
U Madarašu živi 3283 stanovnika (2002.). 
Stanovnici su većinom Mađari. Roma je blizu 2%, Hrvata, Nijemaca i Srba je po 0,2% te ostalih. Rimokatolika je 84%, kalvinista je 3%, grkokatolika je 0,2%, luterana je 0,1% te ostalih.
Stari su izvori u ovom selu zabilježili i prisutnost plemića Latinovića, uz Grašalkoviće, jedne od najbogatijih u tom dijelu Ugarske.

## Vanjske poveznice
- Madaraš na fallingrain.com
- Hrvatski glasnik 33/2006.  Arhivirana inačica izvorne stranice od 6. lipnja 2007. (Wayback Machine) Ljetna plesna škola u Aljmašu